# 芦ヶ原伸之

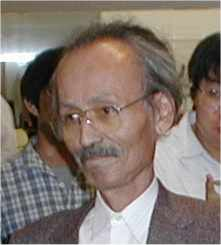
芦ヶ原伸之（2000年・浜松にて）

芦ヶ原伸之（よしがはら のぶゆき、1936年5月27日 - 2004年6月19日）は、日本のパズル作家。Nobの愛称でも知られている。

## 来歴
1970年、東京工業大学化学工学科卒業。高分子関係の技師や教職を経て、パズラーとして国際的に活動した。
内外のパズルを世界に広く紹介し、パズルのコレクターとしてもジェリー・スローカム、エドワード・ホーダンと共に世界三大パズルコレクターと呼ばれている。世界中のパズル関係者と交流があり、高木茂男とはパズル懇話会設立時の同僚で、日本メンサの名誉会員でもあった。1978年に始まった国際パズルパーティーでは幹事を務め、2003年にはパズルに対する功績によりサム・ロイド賞を受賞している。
芦ヶ原没後の2005年には、同パーティーで行われているパズルコンペティションが"Nob Yoshigahara Puzzle Design Competition"と改称されている。

## 主な作品
芦ヶ原は多くのパズルを発表しており、製品化されたものも多い。
あるなしクイズ
さまざまな物を「ある」と「なし」にグループ分けし、「ある」の側にあるものの共通点を答える問題。
共通点を探すクイズは以前もあったが、彼が監修していたテレビ番組『マジカル頭脳パワー!!』で、「あるなしクイズ」の名前で「ある」と「なし」のグループに分け、共通点を探すように彼がアレンジしたクイズゲームである。「あるなしクイズ」は同番組の看板コーナーでもあった。
グラスパズル
東洋ガラスより発売されていた、ガラス容器を使用したパズルのシリーズ。「フードパッキング」と呼ばれる、グラスに食べ物を模したピースを詰める作品群が有名である。
一部の作品は復刻されビバリーより発売されている。
はずる（旧称：キャストパズル）
ハナヤマより販売されている、鋳造された亜鉛合金製の知恵の輪シリーズ。イギリスなどで古くから知られていた作品を監修紹介するほか、自身も新作をデザインした。現在でも、さまざまな作家による新作が作られている。
ラッシュアワー
スライディングブロックパズルの一種。混んでいる駐車場から目的の車を出すパズル。
ノナ
マッチングパズルの一種。12片の5角形のピースを、ある規則にしたがって正十二面体に貼り付けていくパズル。ある雑誌でポストルービックNo.1と賞されたことがある。全解は、ハリー・ネルソンがCray-1を使用して求めた。
ノブマン・パズル
箱詰めパズルの一種。2枚の板を接着して作ったピース9片を、四角い箱に詰める。芦ヶ原自身にも解が見つからなかったとされる。
HIKIMI PUZZLEシリーズ・手古鶴（てこづる）シリーズ
島根県匹見町（現益田市）の木工品工房「ウッドペッカー」で作られている木製の箱詰めパズル。一合枡を模した箱にプラスチック製のペグや木のピースを詰める。名前は持て余すことを指す「梃子摺る」に掛けている。

### 芦ヶ原伸之のパズルトピア
1990年にシステムソフトから発売されたPC-9801用ゲームソフト。昔からある代表的なパズルや、芦ヶ原が創作または監修したパズル（合計20種類）を収録している。
収録されているパズルの一覧
- 花畑からの脱出
- 魔物退治
- カエルのジャンプ
- 風船売り
- 迷路
- カップパズル
- フォアスクエアー
- Lパズル
- ザ・ロープ
- タンク
- 転車台パズル
- プラザマップ
- ダビデの星
- チェッカーボード
- 平面ルービック
- カラートライアングル
- ザ・太陽
- イカリパズル
- ニュー14-15パズル
- エイトクイーンズ

## 著書
芦ヶ原は多くのパズル関係の書籍の執筆・翻訳を行っている。パズル誌や科学誌などにパズルに関するコラムを連載し、その一部は書籍化されている。
比較的早い時期の著書としては田中実との共著による『科学パズル 第2集――きみも、アインシュタインになれる』（光文社、1978年、ISBN 4-334-00351-6）がある。ただし田中の単著である『第1集』とほぼ同じ文体であり、主な執筆者は不明である。あとがきにも芦ヶ原を褒めるような田中の一文がある。
「鬼瓦宇太郎」やヨギ・シャナ・ボハール(Yogi Shana Bohar)名義でも活動し、多湖輝の『頭の体操』シリーズの執筆にも協力しており、多湖は前書きの謝辞で言及している。芦ヶ原は「パズル作家としてものを書くようになったキッカケは、多湖輝氏の『頭の体操第2集』(1967) を手伝ったときだったと思う」と語っている。

### 単著
- 『なぞなぞとふしぎパズルで科学につよくなる本』高橋タクミ絵、講談社〈マガジン・ブックス〉、1969年。
- 『科学パズル　絵ときクイズあなたに挑戦』学習研究社〈ジュニアチャンピオンコース〉、1976年5月。
- 『ミステリー手品　オカルト現象をまき起こす本』文潮出版〈アップブックス〉、1977年2月。
- 『目玉の体操　これが迷路だ』芦ケ原伸之作、森田拳次絵、光文社〈カッパ・ブックス〉、1978年12月。
- 『パズル学新論』全国加除法令出版〈JED新書〉、1981年1月。
- 『1年遊べるパズルの本』ごま書房〈ゴマポケット〉、1982年4月。
- 『IQスーパーパズル』東京図書、1982年9月。ISBN 4-489-00032-4。
- 『パズルをつくる』大月書店〈シリーズ・子どもとつくる9〉、1984年10月。
  - 『パズルをつくる』大月書店〈シリーズ・子どもとつくる9〉、1995年3月。ISBN 4-272-61109-7。
- 『日本一意地の悪いパズル』二見書房〈サラ・ブックス〉、1984年11月。ISBN 4-576-00248-1。
- 『一生遊べる奇想天外パズル　かぎりなく天才に近づける本』光文社〈光文社文庫〉、1984年10月。ISBN 4-334-70037-3。
- 『目玉の体操　これが迷路だ』芦ケ原伸之作、森田拳次絵、光文社〈光文社文庫〉、1985年2月。ISBN 4-334-70107-8。
- 『木のパズル』創和出版、1987年8月。ISBN 4-915661-19-9。
- 『パズルA to Z　奇想天外手作り難問集』光文社、1988年4月。
- 『頭脳訓練塾　マンガ』東京図書、1992年7月。ISBN 4-489-00390-0。
- 『パズル天国と地獄』日本文芸社、1992年6月。ISBN 4-537-02303-1。
- 『脳ミソが驚くおもしろパズル　脳を刺激するカンフル剤！』二見書房〈二見wai wai文庫〉、1992年3月。ISBN 4-576-92034-0。
- 『PUZZLART パズルの回帰線』波書房、1992年12月。ISBN 4-8164-1225-5。
- 『全天候型史上最強のパズルランド』ベネッセコーポレーション、1995年12月。ISBN 4-8288-1755-7。
- 『超々難問数理パズル　解けるものなら解いてごらん』講談社〈ブルーバックス〉、2002年7月。ISBN 4-06-257377-6。
- 『大人のパズル　「ひらめき」と「論理」を楽しもう』PHP研究所、2003年8月。ISBN 4-569-62955-5。
- 『大人のためのミステリー手品』PHP研究所、2004年8月。ISBN 4-569-63680-2。
- 『3分間パズル　頭スッキリ、ひらめき倍増！』銀河出版〈G-puzzles〉、2004年8月。ISBN 4-87777-058-5。
- 『脳力パズル　発想力がスピードアップ!』PHP研究所、2004年3月。ISBN 4-569-63368-4。
- 『パズルの宣教師　ニコリ「パズル病棟日誌」総集編』ニコリ、2005年1月。ISBN 4-89072-816-3。
- 『「脳力」を鍛えるパズル　楽しみながら、あなたの脳は10歳若返る!』ゴマブックス、2006年8月。ISBN 4-7771-0437-0。
- 『脳スッキリ！パズルの本321』ゴマブックス〈Goma puzzle book〉、2007年1月。ISBN 4-7771-0536-9。
- 『視考力IQクイズ100　あなたの右脳力と直観力がまとめてアップする！』水野良太郎イラスト、実業之日本社、2007年7月。ISBN 978-4-408-61163-1。

### 共著・編著・共編著
- 『無機化学演習　考え方解き方』木島宣明共著、オーム社、1971年3月。
- 『英和科学用語辞典』増山信司編集、講談社〈ブルーバックス〉、1976年。
- 『科学パズル』 第2集、田中実共著、光文社〈カッパ・ブックス〉、1978年10月。
  - 『科学パズル』 第2集、田中実共著、光文社〈光文社文庫〉、1988年1月。ISBN 4-334-70685-1。
- 芦ケ原伸之 編『Puzzlart　パズルの回帰線』波書房、1993年1月。ISBN 4-8164-1225-5。
- 『ひまつぶしの本　ゲーム＆パズル』鬼瓦宇太郎共著、ポケットブック社〈Pocket book〉、1993年11月。ISBN 4-341-14053-1。 - 芦ヶ原伸之と鬼瓦宇太郎との共著。

### 翻訳
- アイザック・アシモフ『アシモフ選集』 化学編 第2、崎川範行監修、芦ケ原伸之訳、共立出版、1970年。
- アイザック・アシモフ『アシモフ選集』 化学編 第3、崎川範行監修、芦ケ原伸之訳、共立出版、1970年。
- エドワード・デ・ボノ『デ・ボノの知的用語事典　ワード・パワーを高める本』講談社、1979年9月。
- エドワード・デ・ボノ『デ・ボノの知的用語事典』 基本語編、講談社、1980年11月。
- C.P.ヤルゴスキー『科学・頭の体操　脳をジョギングさせよう』講談社〈ブルーバックス〉、1981年6月。
- スティーブ・オーデル『IQパズル』東京図書、1981年6月。
  - スティーブ・オーデル『IQパズル』東京図書、1989年10月。ISBN 4-489-00306-4。
- マーチン・ガードナー『マーチン・ガードナーのパズル・コレクション』ラズロ・クビニ画、芦ケ原伸之・中島紀忠訳、東京図書、1981年9月。
- フェーデル 著、オーケル 編『おもしろいマッチ・パズル』東京図書、1982年3月。
- セレブリアコフ『IQメンサパズル』東京図書、1982年12月。ISBN 4-489-00043-X。
  - V.セレブリアコフ『IQメンサパズル』東京図書、1989年11月。ISBN 4-489-00307-2。
- ボタマンズほか著『100%楽しめる手づくりパズル』東京図書、1983年12月。ISBN 4-489-00089-8。
- ブラグドン、フェローズ『IQイラストパズル』東京図書、1983年4月。ISBN 4-489-00052-9。
- ミリントン『パズル狂ゲーム狂の本』メイソン絵、東京図書、1984年12月。ISBN 4-489-00124-X。
- デイヴィッド・ウェルズ『数の事典』芦ケ原伸之、滝沢清訳、東京図書、1987年12月。ISBN 4-489-00242-4。
- ジェリー・スローカム、ジャック・ボタマンズ『パズルその全宇宙』日本テレビ放送網、1988年5月。ISBN 4-8203-8818-5。
- キース・ケイ『視覚の遊宇宙　目の玉トリック集312』東京図書、1989年12月。ISBN 4-489-00316-1。
- ジェリー・スローカム、ジャック・ボタマンズ『パズルの世界　解き方・つくり方101例』日経サイエンス社、1993年11月。ISBN 4-532-52027-4。
- ジェリー・スローカム、ジャック・ボタマンズ『悪魔のパズル』日経サイエンス社、1995年12月。ISBN 4-532-52049-5。
- デイビッド・ウエルズ『脳を鍛える数理パズル　ギネスが贈る138題』芦ケ原伸之監訳、講談社〈ブルーバックス〉、1996年1月。ISBN 4-06-257106-4。
- ロバート・イースタウェイ、デイビッド・ウエルズ『ギネスとっておきパズル　脳ミソ絞りの104題』芦ケ原伸之監訳、講談社〈ブルーバックス〉、1997年8月。ISBN 4-06-257181-1。
- マーチン・ガードナー『自然の原理を知る手品　念力モーターも霊感当てもホントは手品だ』芦ヶ原伸之監訳、講談社〈ブルーバックス〉、2001年12月。ISBN 4-06-257354-7。

## テレビ
- あなたに挑戦!（問題作成）
- マジカル頭脳パワー!!（監修）
- IQ天才塾（問題監修）

## ゲーム
- レイトン教授シリーズ（問題作成協力）

## 芦ヶ原に由来する数字
芦ヶ原が発表したパズルの中には、特定の条件を満たす整数を求める問題がある。このような特別な数字の中には芦ヶ原の名前が冠されるものもある。

### NOB. NUMBER
芦ヶ原は、各桁が0を除く2種類のみの数字で構成された平方数を300000まで（おそらくパソコンを使って）探索し、その中で最大の数値として81619を得た（816192=6661661161）。この種の平方数は元の数が3桁以下では19個あるが、4桁以上では3114と81619の2個しか発見されていない。このことから、芦ヶ原と親交のあった世界のパズルマニアの間では81619をNOB. NUMBERと呼んでいるという。

### LYM
77777779779 は7と9の2種類の数字で構成される7と9の公倍数である。
芦ヶ原はこの数が解答になる問題を Technology Review 誌に発表した。このことから 77777779779 は LYM (Least Yoshigahara Multiple) と呼ばれている。
この様な数字は，例えば979797979797979797÷9÷7＝15552348885682219，また，この数字に1000000000000000001倍した97が18回並ぶ数字など無限に存在する。
この数字の特異性は，1～9の中の2つの数字からなる数でそれぞれの数字で割れる数値の最小値で，かつ1～9の組み合わせで最大値であること。
最小値は1を含めれば12÷1÷2=6，1を含めなければ24÷2÷4=3となる。
以下36,144,288,448,1113,2232，・・・8888889888÷8÷9＝123456804であり，最大がLYMである，77777779779÷7÷9=1234567933である。
ちなみに9の倍数は，各桁の和が必ず9の倍数(77777779779の場合は7+7+7+7+7+7+7+9+7+7+9=81=9×9) になる事が証明されているので，この様な数字で9を含む場合は，3と6と以外は10桁未満の数字は存在しない。
(10桁では1111111119,2222222292,4444444944,5555555595,8888889888が該当するが，7と9の場合10桁に該当する値がない。なお，3と9は3339，6と9は6696となる。)

## その他
著書『一生遊べる奇想天外パズル』の中で「科学朝日1982年秋号のパズル問題募集懸賞に応募して1等PC6001を狙ったが、優秀賞止まりだったので3800番ほど型番の大きいのを自分で買った」と述べており、初めて購入したパソコンがPC-9801であったことを示唆している。同書の中でいくつか「パソコンを使って解いた」という説明文があり、パソコンを使ったパズルについて関心があったことをうかがわせる。